# Simone Deveaux
Simone Deveaux egy kitalált szereplő a Hősök (Heroes) című televíziósorozatban, akit Tawny Cypress alakít. Egy New Yorkban élő műtárgykereskedő, aki közeli kapcsolatban áll Isaac Mendez festővel, habár később megromlik viszonyuk Isaac heroinfüggősége és azon állítása miatt, hogy képes megfesteni a jövő eseményeit. A történet elején Simone apja, Charles Deveux halálos beteg, akit Peter Petrelli ápol.